# Синагога в Топорові

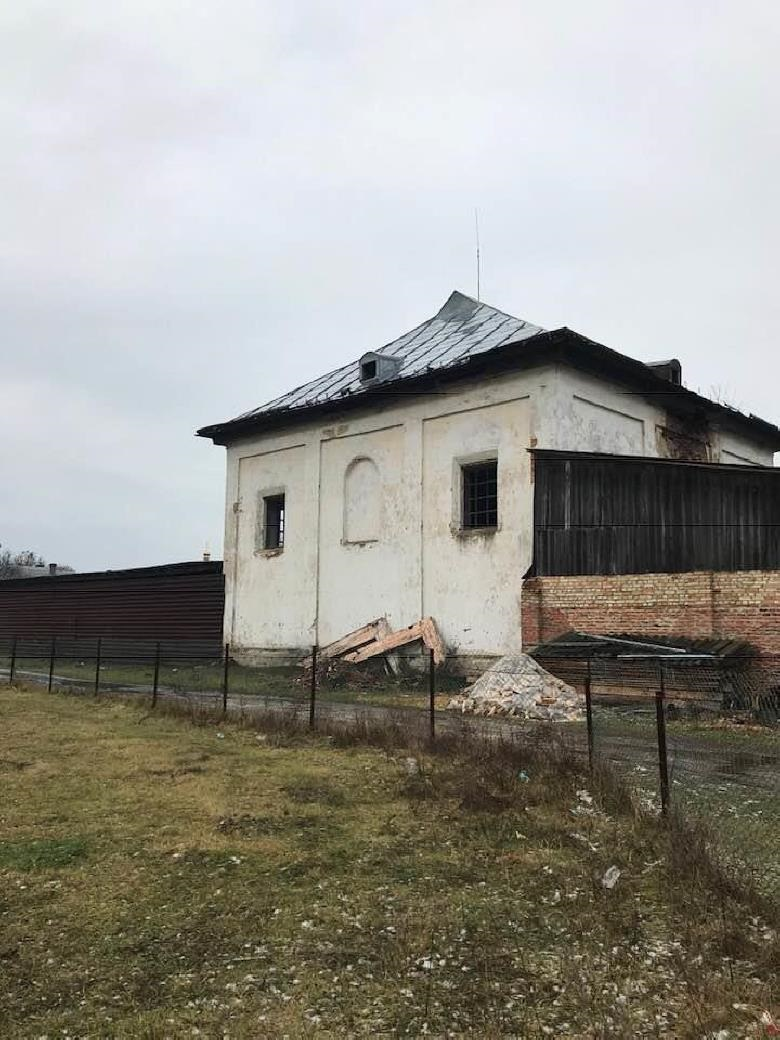
Синагога в с. Топорів

Синагога в Топорові ( Great Synagogue) — це церква спільноти ашкеназі , побудована вкінці XIX століття в селі Топорів Золочівського району Львівської області.

## Історія
Збудована в с. Топорів у XIX столітті.
В радянські часи використовувалась як складські приміщення колхозу.

## Архітектура
Виконана у стилі бароко, зроблена з цегли.

## Дивитись також
- Велика передміська синагога